# 보스호트 (로켓)

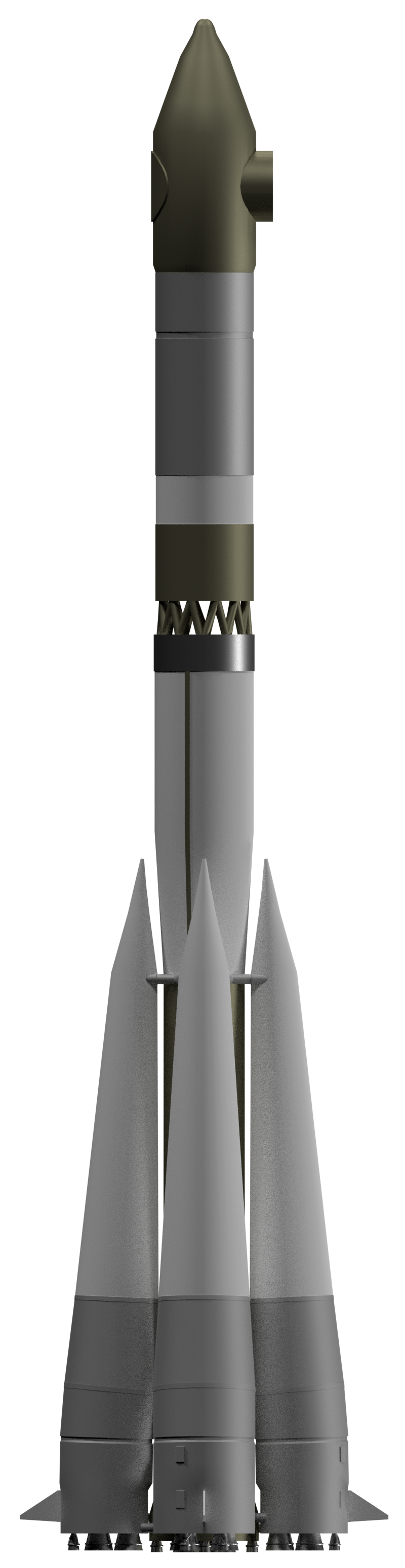
보스호트

보스호트 로켓(러시아어: Восход, "상승", "새벽"을 의미)은 소련 R-7 ICBM의 파생품으로 유인 우주 비행 계획을 위해 설계되었지만 나중에는 제니트 정찰위성 발사에 사용되었다. 이는 블록 L을 뺀 몰니야 8K78M 3단으로 구성되었다. 1966년에 모든 R-7 변형에는 소유스 11A511의 업그레이드된 코어 스테이지와 스트랩온이 장착되었다. 보스호트 부스터의 블록 I 스테이지는 소유스에 사용된 승무원 등급의 더 강력한 RD-0110 대신 RD-0107 엔진을 사용했다. 이에 대한 유일한 예외는 승무원 등급 RD-0107이지만 동일한 성능을 가진 RD-0108 엔진을 갖춘 두 대의 승무원 보스호트 발사였다.
1965년 이후 발사된 모든 11A57은 기능적으로 소유스의 페이로드 슈라우드와 발사 탈출 시스템이 없는 11A511이었다(위에서 언급한 2단계 추진 시스템 제외). 1976년까지 약 300대가 바이코누르와 플레세츠크에서 비행했다(탑재량은 다양했지만 제니스 IMINT 위성이 가장 일반적이었다). 최신 11A511U 코어는 1973년에 출시되었지만 기존 11A57 재고를 모두 사용하는 데 3년이 더 걸렸다.
로켓은 1967년 9월 11일부터 1970년 7월 9일까지 86회 연속 성공적인 발사를 기록했다.

## 같이 보기
- 보스호트 계획